# Angela Scoular
Angela Margaret Scoular (8 de noviembre de 1945 – 11 de abril de 2011) fue una actriz inglesa.

## Biografía
Nació en Londres, hija de un ingeniero. Asistió a la St. George's School, Queen's College y a la Real Academia de Arte Dramático (RADA).

## Carrera
Scoular estaba entre un pequeño grupo de actores que han aparecido en dos películas de James Bond, hechas por diferentes productoras. Scoular interpretó a Buttercup en la comedia de 1967 Casino Royale, una comedia que satirizaba las películas de 007, y luego dos años más tarde hizo una aparición en la serie de películas Bond de Eon Productions interpretando a Ruby en Al servicio secreto de su Majestad en 1969, la única en la serie protagonizada por George Lazenby.
Activa en el teatro y la televisión británicas – Los Vengadores – durante muchos años, Scoular también participó en varias películas en los años 1960 y 1970 como La condesa de Hong Kong, Here We Go Round the Mulberry Bush, Great Catherine, Doctor in Trouble, Adventures of a Private Eye y Adventures of a Taxi Driver.

## Vida personal
Scoular se mudó con el actor Leslie Phillips en 1977, momento en el que estaba embarazada de otro hombre. Ella trajo a su hijo con Phillips, y tras la muerte de la exesposa de Phillips en 1981, se casó con él en 1982.

## Fallecimiento
Scoular sufría de depresión y anorexia nerviosa. Intentó suicidarse en 1992 cortándose las muñecas con un cuchillo. En marzo de 2009 se reveló que sufría de cáncer colorrectal; finalmente fue declarada libre de cáncer, pero en los meses anteriores a su muerte temió su vuelta. Finalmente murió el 11 de abril de 2011 después de ingerir ácido limpiador de desagües y verterlo en su cuerpo, causando quemaduras letales en su tracto digestivo y piel. Fue sobrevivida por Phillips y su hijo Daniel. Una investigación del forense de la corte del Westminster el 20 de julio de 2011 estableció que Scoular había sido alcohólica y sufría de depresión y ansiedad debido a sus deudas; ella estaba bajo medicación contra el trastorno bipolar en el momento de su muerte. El forense registró que Scoular se había «suicidado mientras el equilibrio de su mente estaba perturbado».